# Tralonca
Tralonca es una comuna y población de Francia, en la región de Córcega, departamento de Alta Córcega.
Su población en el censo de 1999 era de 64 habitantes.

## Demografía
| 57 | 92 | 73 | 74 | 48 | 64 |
| Para los censos de 1962 a 1999 la población legal corresponde a la población sin duplicidades (Fuente: INSEE [Consultar]) |    |    |    |    |    |

- Datos: Q1240182
- Multimedia: Tralonca / Q1240182

1. ↑  Worldpostalcodes.org, código postal n.º 20250.
2. ↑  INSEE, Datos de población para el año 2012 de Tralonca (en francés).